# Opoka.tv
Opoka.tv (Familijna Telewizja Muzyczna Opoka.tv) – polska tematyczna stacja telewizyjna, emitująca teledyski z muzyką chrześcijańską istniejąca w latach 2014–2018. Na antenie stacji promowane były wartości chrześcijańskie i prorodzinne.
Stacja powstała na bazie nadawanej od 2004 roku internetowej rozgłośni muzycznej Opoka.fm. Od 15 lutego 2008 roku na stronie internetowej zamieszczane były teledyski muzyki chrześcijańskiej, filmy dokumentalne i reportaże w formie wideo na życzenie. W tym kształcie stacja nadawana była do końca stycznia 2014 roku. Z kolei 15 lutego 2015 roku uruchomiono testową emisję w streamingu online. Za projekt odpowiadali twórcy skupieni wokół portalu Jezus.com.pl. 90% ramówki stacji stanowiły polskie i zagraniczne teledyski z muzyką CCM. Pozostały czas antenowy zajmowały wywiady z artystami chrześcijańskiej sceny muzycznej, prezentacja nowości, ciekawostek CCM oraz programy rozrywkowo-edukacyjne, w tym filmy dokumentalne i fabularne.
We wrześniu 2014 roku kanał rozpoczął nadawanie w rozdzielczości HDTV. W październiku 2014 roku kanał pojawił się u pierwszych operatorów IPTV, a od grudnia 2014 roku również w usłudze Videostar. Ze względu na brak uregulowanych kwestii formalno-prawnych oraz licencyjnych stacja dostępna była początkowo wyłącznie u operatorów IPTV. 25 czerwca 2015 roku otrzymała koncesję na nadawanie w sieciach telekomunikacyjnych. 10 października 2018 roku nadawca stacji, spółka Dla Jezusa Sp. z o.o., poinformował, że ostatniego dnia roku 2018 stacja zakończy nadawanie. 31 grudnia 2018 roku stacja zakończyła nadawanie.